# 林歷山之戰
林歷山之戰，是東漢末年東吳孫權派遣賀齊平定丹陽郡內陳僕、祖山叛亂。
建安十三年（208年），東吳境內丹陽郡的黟縣、歙縣不斷發生地方強族反吳起事。此時，孫權主力正包圍合肥，為穩定境內局勢，派遣威武中郎將賀齊率部前往鎮壓。當時武強、葉鄉、東陽、豐浦四鄉率先投降，齊上表言以葉鄉為始新縣。歙縣大族首領金奇及毛甘，各率其部族萬戶分屯安勤山、烏聊山；黟縣大族首領陳僕、祖山帶領部族二萬戶，屯於林歷山(黟縣南面)。林歷山四面懸崖絕壁，高數十丈，山路危狹，不容刀楯，叛眾居高臨下，難以仰敵。吳軍徘徊月餘，無法攻取。賀齊親自勘察地形後，秘密募選矯健的勇士，攜帶鐵橛，拓山為道，趁夜攀登上山，然後再用布帶把山下百餘精銳士兵拉上去，隱蔽各處，擂鼓吹角。叛眾大驚失措，放棄扼守的山道，逃歸大營。吳大軍隨即登上山頂向敵營寨猛攻，一舉殲滅盤踞林歷山中的陳僕、祖山叛眾，斬首級七千。歙縣的金奇、毛甘率部眾投降。平定丹陽郡之後，孫權把黟縣、歙縣以及剛平定的黎陽、休陽等六縣。從丹陽郡劃歸新都郡，任命賀齊為新都郡太守。